# Erysiphe tortilis

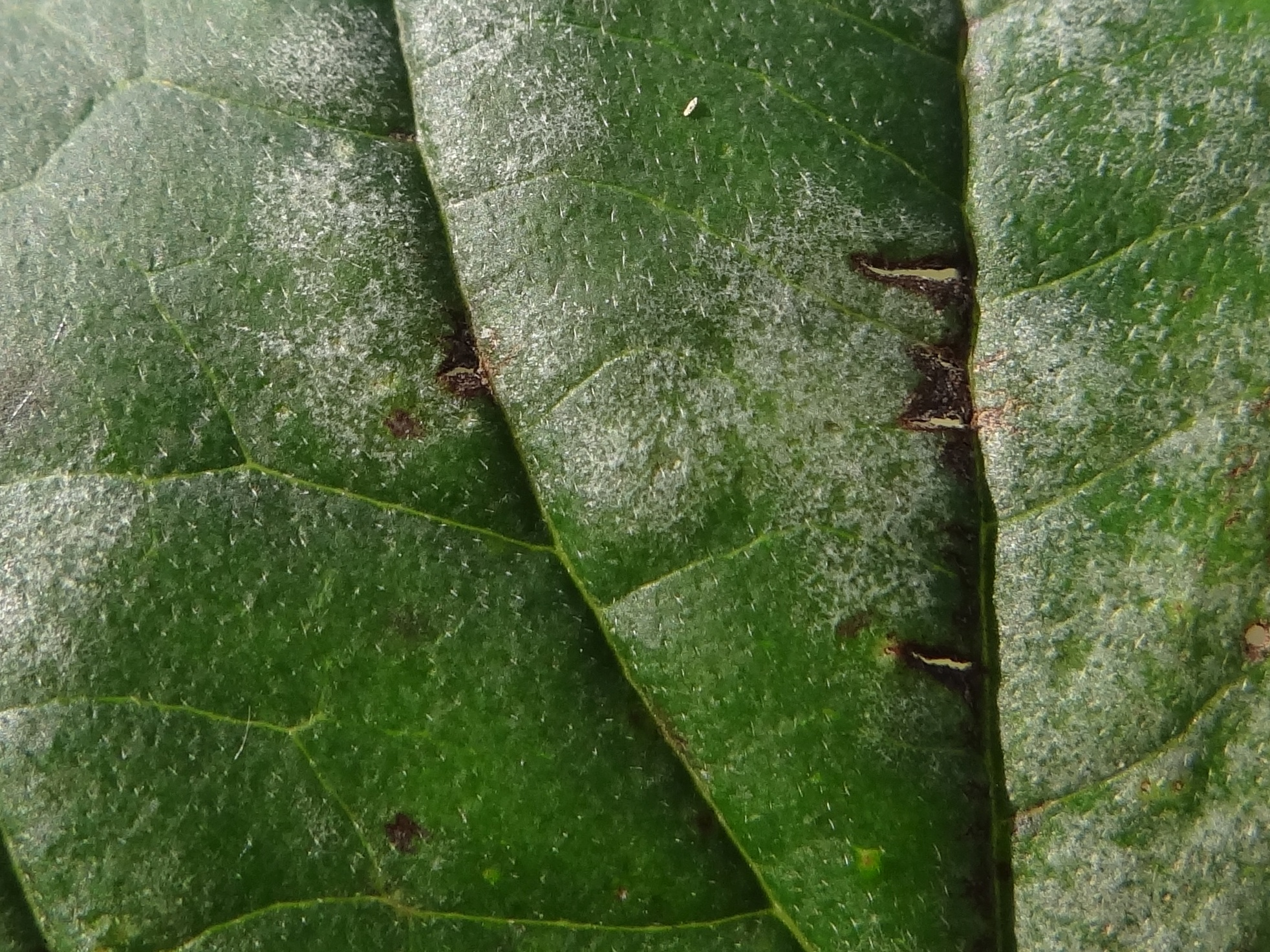
Grzybnia mączniaka na powierzchni liścia derenia świdwy

Erysiphe tortilis (Wallr.) Link – gatunek grzybów należący do rodziny mączniakowatych (Erysiphaceae). Grzyb mikroskopijny pasożytujący na dereniach (Cornus). Wywołuje u nich chorobę o nazwie mączniak prawdziwy.

## Systematyka i nazewnictwo
Pozycja w klasyfikacji według Index Fungorum: Erysiphe, Erysiphaceae, Helotiales, Leotiomycetidae, Leotiomycetes, Pezizomycotina, Ascomycota, Fungi.
Po raz pierwszy zdiagnozował go w 1819 r. Karl Friedrich Wallroth, nadając mu nazwę Alphitomorpha tortilis. Obecną, uznaną przez Index Fungorum nazwę nadał mu w 1824 r. Heinrich Friedrich Link.
Synonimy:
- Alphitomorpha tortilis Wallr. 1819
- Microsphaera tortilis (Wallr.) Speer 1979
- Tigria tortilis (Wallr.) Trevis. 1853
- Trichocladia tortilis (Wallr.) Neger 1905

## Morfologia
Grzybnia tworzy rozproszone plamy w postaci białego nalotu, głównie na górnej stronie liści. Konidiofory wzniesione, cylindryczne. Pierwsza ich komórka jest krótka, o długości 20–35 μm i szerokości 6–8 (–9) μm. Jedna lub dwie następne komórki o długości 10–25 μm. Konidia powstają pojedynczo. Są elipsoidalne lub owalne, o wymiarach 25–40 × 13–21 μm. Klejstotecja mają średnicę (65–) 75–95 (–110) μm. Powstają w rozproszeniu lub w grupach. Zbudowane są z nieregularnie wielobocznych komórek o średnicy około 10–25 μm. Przyczepki w liczbie 10–15 w jednym klejstotecjum, czasami więcej. Wyrastają w okolicy równikowej, lub w górnej połowie klejstotecjum. Są 5–15 razy dłuższe od średnicy klejstotecjum, luźno splątane z sobą. Mają średnicę 3–9 μm, są grubsze u podstawy, brązowe, jaśniejsze w górnej części, cienkościenne, septowane. Są pojedyncze, lub dichtomicznie 1–2 razy rozgałęzione na wierzchołku. W każdym klejstotecjum 2–6 szerokich, często grubszych u podstawy, luźno wyrastających worków o wymiarach 40–65 × 25–45 μm. Są 3–6 zarodnikowe. Askospory elipsoidalne, o wymiarach 16–25 × 10–15 μm.

## Występowanie
Znane jest występowanie Erysiphe tortilis w Europie, Armenii, Gruzji i Iranie, oraz w stanie Iowa w USA.
Rozwija się na różnych gatunkach dereniów, oraz na Svida australis. W Polsce notowany na wszystkich krajowych gatunkach dereniów (pod nazwą Microsphaera tortilis).